# ChiroBlock
Die ChiroBlock GmbH ist ein Chemieunternehmen  mit Sitz in Bitterfeld-Wolfen. Als chemischer Auftragsentwickler von Synthesen und Syntheseprodukten gehört die ChiroBlock GmbH zu den CRO / CDMO – allerdings ohne ausschließlichen Fokus auf die Pharmaindustrie. Sie ist damit Bindeglied zwischen einerseits akademischer Grundlagenforschung in der Chemie und andererseits industrieller Produktion. Das Unternehmen vermarktet die Dienstleistungen und Produkte weltweit und verfügt über zwei Standorte innerhalb des Technologie- und Gründerzentrums.
 im Chemiepark Bitterfeld-Wolfen.
Auf einer Gesamtfläche von 1000 m2 (davon 400 m2 Laborfläche und 400 m2 chemische Synthesetechnika) werden mit 20–25 Mitarbeitern  chemische Entwicklungsleistungen und Mustersynthesen umgesetzt.

## Geschichte

### Gründung und Unternehmensaufbau
Die ChiroBlock GmbH wurde 1999 als start-up-Unternehmen von vier Chemikern gegründet und hatte ihren Sitz zunächst im Merseburger Innovations- und Technologiezentrum (mitz, Merseburg). Die Geschäftsidee basierte auf der Entwicklung und Vermarktung neuer Synthesewege zu chiralen Verbindungen im Allgemeinen. Konkret sollten die Ergebnisse der Promotionsarbeiten zweier der Gründer in Bezug auf neue synthetische Zugänge zu beta(2)-Aminosäuren und fluorsubstituierten Monosacchariden  in marktreife Produkte überführt werden. Das Unternehmen wurde von der deutschen Bundesregierung im Rahmen der FOTOUR Förderung finanziell unterstützt. Dabei betrug das Finanzierungsvolumen insgesamt 1,6 Mio DM über 2,5 Jahre.
Der Fokus auf chirale Verbindungen war eine Reaktion auf die Ende der 1990iger Jahre immer stärkere Fokussierung der Pharmaindustrie auf Wirkstoffe mit definierten Stereozentren und insbesondere auf abiotisch abgewandelte Naturstoffe als Folge des Contergan-Skandals. Der Firmenname „ChiroBlock“ ist eine Verkürzung der englischen Bezeichnung für „chirale Bausteine“ („chiral building blocks“). Das Firmenlogo stellt einen an einer Ecke abgeschnittenen ungleichmäßigen Quader dar, der in drei unterschiedlich große Ebenen aufgeteilt ist. Das Logo greift damit den Firmennamen auf, indem es einen „chiralen Block“ repräsentiert.
Die Jahre 1999–2001 waren geprägt durch den Aufbau einer geeigneten Infrastruktur, durch die Weiterentwicklung der chemischen Technologie und durch erste Marketingaktivitäten. Die Vertriebsstrategie bestand darin, eine breite Palette strukturell verwandter chiraler Bausteine als Forschungs-Reagenzien über eigene und fremde Kataloge zu verkaufen. Ab 2001 wurden so auch erste Umsätze erzielt, doch erwies sich der adressierte Markt als insgesamt zu klein, was eine grundlegende Neustrukturierung erforderte.
2001 erfolgte der Umzug in das TGZ Bitterfeld-Wolfen im dortigen Chemiepark, wo deutlich bessere Rahmenbedingungen vorgefunden wurden. Zeitgleich öffnete sich das Unternehmen für chemische Auftragssynthesen und Auftragsentwicklungen im Labormaßstab. Dieses Geschäftsfeld profitierte stark von zwei Struktur- und Strategiereformen in der Pharma- bzw. Chemieindustrie:
- dem „outsourcing “ von chemischen Entwicklungsleistungen
- dem „high-throughput-screening“ (HTS) bei der Suche nach neuen Wirkstoffen

Hier konnten in der Folge ab 2001 stetig wachsende Umsätze generiert werden, wobei der Fokus auf deutschen und europäischen Pharmakunden lag.
Im Gegensatz zu Wettbewerbern bot ChiroBlock diese Dienstleistung nicht über ressourcenbasierte Vertragsmodelle (wie „Full-Time-Equivalents“ (FTEs)) an, sondern erfolgsbasiert unter Übernahme technischer Entwicklungsrisiken. Das war möglich, weil ChiroBlock frühzeitig geeignete interne Abläufe und Software entwickelte, die das Abschätzen technischer Entwicklungsrisiken ermöglichte.
Parallel wurden eigene Entwicklungsarbeiten weiter verfolgt – nun aber auch zu anderen Zielmolekülen, wie:
- antioxidativ wirkenden Inhaltsstoffen von Rotwein / Rotweintrestern
- speziellen, abiotisch abgewandelten Aminosäuren
- Liposomen, Polyethyleniminen (PEI) und anderen Transfektionsreagenzien für RNA und DNA
- Polyquaterniumverbindungen als neue Konservierungsmittel für Augentropfen und andere Ophthalmica
- Enantiomerenreiner Isozitronensäure

Diese eigenen Forschungs- und Entwicklungsprojekte wurden kooperativ mit Partnern an Universitäten und Forschungseinrichtungen – wie z.B. dem LIKAT (Rostock), der  Martin-Luther-Universität Halle-Wittenberg, der TU Braunschweig, dem UFZ Leipzig - und im Rahmen staatlicher Forschungsförderung (EU-Projekte, ZIM…) durchgeführt. Die Vermarktung erfolgte über Verkäufe der entwickelten Substanzen und über Lizenzierung oder den Verkauf von Patenten.
Das Unternehmen erhielt 2001 zwei Auszeichnungen für seine Innovationen:
- Innovationspreis des Landkreises Merseburg-Querfurt[9]
- Existenzgründer des Jahres (e.g.o.)[10]

In den Jahren 2003-2010 erfolgte eine breite Diversifizierung der Kundenbasis auch in Richtung von Zielindustrien jenseits Pharma – wie Kosmetik, Pflanzenschutz, Elektronik, neue Materialien, Katalysatoren, Diagnostik, Analytiklabore, Spezialmonomere und Oligomere. Dieser Ansatz machte ChiroBlock unempfindlicher gegenüber Nachfrageschwankungen einzelner Industriebranchen.
Parallel dazu wurde ein Qualitätsmanagementsystem aufgebaut und nach ISO 9001 zertifiziert.
Es erfolgten umfangreiche Investitionen in Synthese- und Analytikausrüstung sowie in Chemie-bezogene Software.
ChiroBlock war Gründungsmitglied des Netzwerkes 4Chiral (ab 2023: „4Synth“), welches inhabergeführte KMUs und Forschungseinrichtungen mit dem Fokus „Stoffwandlung“ in den sechs nord-östlichen Bundesländern Deutschlands vereint.
Nach 2010 rückten neben dem Verkauf von Forschungschemikalien immer mehr produktbegleitende Servicekomponenten – wie die Beratung zu Lieferketten, Qualitätsaspekten, chemischen IP-Strategien und zur Analytik, sowie zu regulatorischen Fragen – in den Mittelpunkt. Als neuer Geschäftzweig entwickelte sich zudem der Verkauf neuer oder optimierter, validierter Syntheserouten.
Im Jahr 2011 beteiligte sich ChiroBlock am Unternehmen Lipocalyx GmbH  (Bitterfeld-Wolfen, später Halle/Saale) und agierte als Synthesepartner bei der Entwicklung neuer Kernbasen-Transfektionsreagenzien. 2021 wurde die Lipocalyx GmbH aufgelöst und das IP und die Mitarbeiter vollständig von der Biontech (Mainz) übernommen.
In 2019 eröffnete ChiroBlock ein erstes Technikum / Kilolabor mit Reaktionsgefäßen im Maßstab von 60 bis 100 Litern. Diese Multifunktionsanlage erlaubte die weitere Skalierung von Synthesen und die Herstellung größerer Mustermengen für Industriekunden. Ab 2020 mündeten diese Aktivitäten in einen neuen Geschäftsbereich, der Kunden für den gesamten Zeitraum von Produktentwicklungen kontrolliert hergestellte Substanzmuster bereit stellt.
Oliver Seidelmann, einer der Geschäftsführer, wurde 2020 als einer von zwei Sprechern des Unternehmensnetzwerks „4Chiral“ (ab 2023: „4Synth“) gewählt.
Im Jahr 2025 wird ein zweites Multifunktions-Technikum an einem anderen Standort im Chemiepark Bitterfeld-Wolfen errichtet. Hier beträgt das maximale Reaktorvolumen 640 Liter. ChiroBlock hat als Konsequenz der Geschäftsausrichtung einen hohen Akademikeranteil (>50%). Die hohe Mitarbeiterzufriedenheit wurde durch externe Evaluierungen mit Siegelverleihung (Mitarbeiter im Fokus) 2023 und 2025 bestätigt.

## Geschäftstätigkeit
Die ChiroBlock GmbH bietet den Mix aus chemischen Produkten, Synthese- know-how und Beratungsleistungen weltweit auf Basis von vier Geschäftsfeldern an:
- IP-Factory: Vermarktung von Ergebnissen interner Synthese-F&E-Projekte

sowie, jeweils exklusiv im Kundenauftrag:
- MoleculeFactory: chemische Auftragssynthese - Herstellung und Verkauf von ersten Substanzmustern neuer Verbindungen
- ReDesignFactory: Entwicklung und Optimierung von Synthesen mit Verkauf des Syntheseprozesses
- SupplyChainFactory: Wiederholte Synthese von kundenspezifischen, exklusiven Substanzmustern für den gesamten Produktentwicklungszeitraum beim Kunden

Zu den Kunden zählen - neben zahlreichen Forschungseinrichtungen und Analyse-Laboren mit Bedarf an Referenzsubstanzen – vor allem Entwicklungsabteilungen von Industriebranchen, deren Produkte auf der Eigenschaft von (neuen) Molekülen basieren.
ChiroBlock unterhält keine Niederlassungen in Ländern außerhalb Deutschlands. Als Bindeglied zwischen Grundlagenforschung und Industrie werden neu entwickelte Synthesen und Produkte bei Kundenwunsch und entsprechendem Volumen an Auftragsproduzenten transferiert (CMOs). Ergebnisse des IP-Factory Geschäftsfeldes werden regelmäßig selbst publiziert bzw. patentiert. Kundenspezifisch synthetisierte Verbindungen und deren Anwendungen sind in zahlreichen wissenschaftlichen Fremdpublikationen veröffentlicht.